# ما كيه
ما كيه (بالصينية: 馬可,) هو عالم موسيقى وملحن صيني، ولد في 27 يونيو 1918، وتوفي في 27 يوليو 1976.